# Moravský Písek
Moravský Písek là một làng thuộc huyện Hodonín, vùng Jihomoravský, Cộng hòa Séc.